# Phalonidia manniana
Phalonidia manniana es una especie de polilla del género Phalonidia, categorizada en la tribu Cochylini, de la subfamilia Tortricinae.

## Distribución
Se distribuye por Europa: República Checa y Eslovaquia.

## Taxonomía
Fue descrita por Fischer von Roslerstamm en 1839 y publicada en Abbild. Berich. Ergnz Schmett.-Kunde 1: 134.